# François Martin (Komponist, 17. Jahrhundert)
François Martin  war ein französischer Komponist und Gitarrist des 17. Jahrhunderts.

## Leben
Nur wenige Zeugnisse seines Lebens sind überliefert. Um 1658 war er ordinaire de la musique bei Gaston de Bourbon, duc d’Orléans, dem Bruder Königs Ludwig XIII. 1680 wurde er zum secrétaire de la chambre du Roi ernannt. Martin komponierte die Pastorale Les Bergers heureux nach einem Text von M. de Tonti, die 1689 im Hause des Parlamentsrates M. de Malebranche aufgeführt wurde. Martin trug dazu bei, den Charakter des air sérieux festzulegen.

## Werke

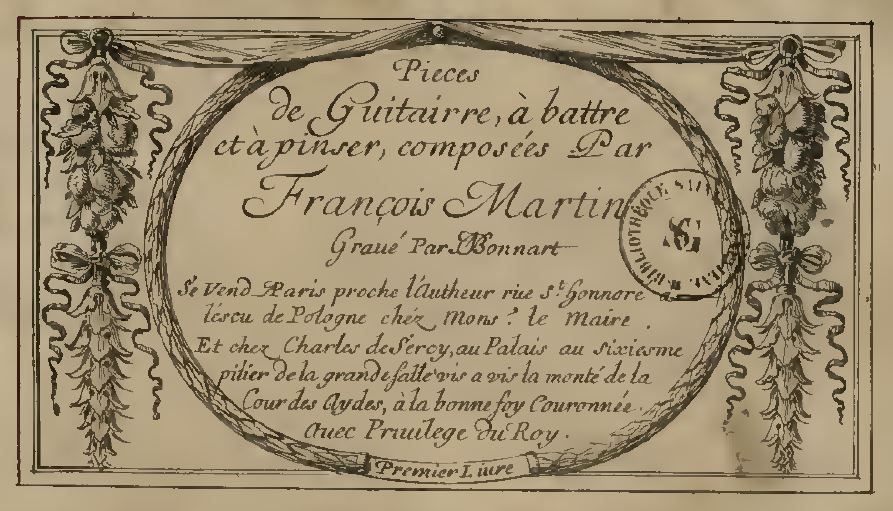
Pièces de guitare de François Martin (Paris, 1663)

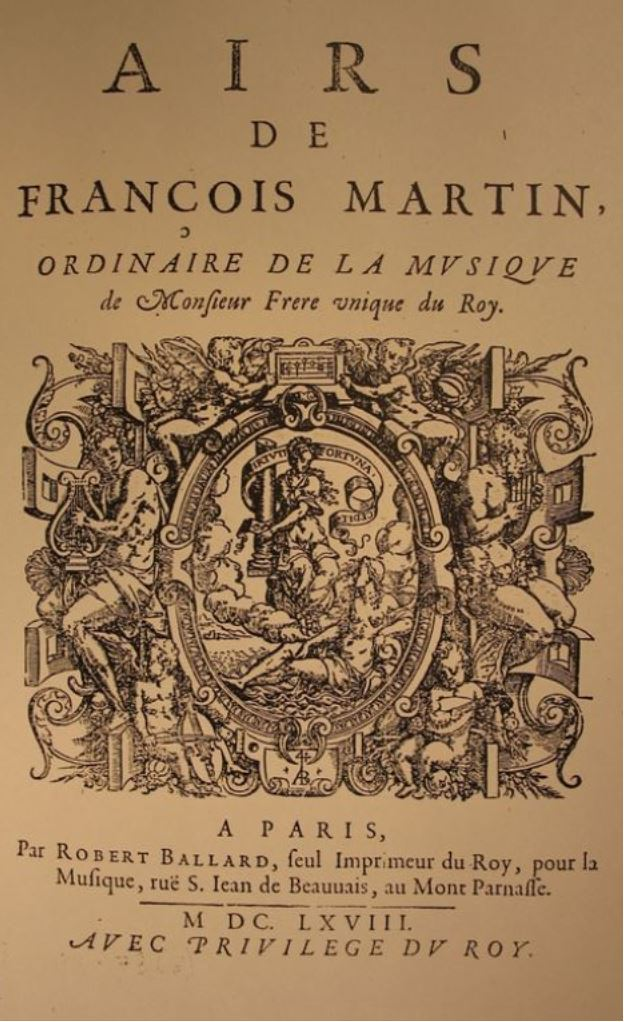
Airs de François I Martin (Paris, 1668)

- Pièces de guitarre, à battre et à pinser, composées par François Martin. Premier livre. Paris, l’auteur et Charles de Sercy, 1663.[2]
- Airs de François Martin, ordinaire de la musique de Monsieur frère du roi. Paris, Robert III Ballard, 1668. 1 vol. 4°[3]
- Airs de François Martin [1-2 V/bc] o. O. [Paris], [Robert Ballard] 1678[4]
- Rossignols, que prétendez-vous. Chanson ... o. O. [Paris], [s.n.] 1678[5]
- Von Martin sind ferner zwei zweistimmige Arien in den Sammlungen RISM 1658[6] und 1659 (Guillo 2003 n° 1658-B et 1659-A)[7] überliefert
- Eine dritte Melodie wurde von François Berthod in seiner Sammlung katholischer Kontrafakte aufgegriffen (RISM 1660, Guillo 2003 n° 1660-A).[8]
- Drei weitere erscheinen im Manuskript Paris BnF (Mus.): RES VMF MS 11, das auch Arien anderer Komponisten und Auszüge aus Opern von Jean-Baptiste Lully enthält.
- Schließlich werden drei weitere in den Recueils de vers mis en chant zitiert, die in den 1660er Jahren veröffentlicht wurden.[9]